# Yohanna Troell
Yohanna Maria Bianca Troell (4 de Maio de 1983), é uma atriz sueca. Seu pai é o  cineasta Jan Troell e sua mãe é a escritora, documentarista e roteirista Agneta Ulfsäter-Troell.
Troell, cujo primeiro nome era escrito originalmente Johanna, nasceu durante a filmagem do documentário de seu pai, Sagolandet (lançado em 1988). Aos quinze anos, após uma viagem para as Ilhas Maurício, mudou a grafia de seu primeiro nome para Yohanna.  Participou do filme As White as in Snow (Så vit som en snö, 2001). Em 2003, Thomas Danielsson, realizou o aclamado documentário curta-metragem Johanna! Yohanna!, que aborda o assédio moral (bullying) sofrido por ela durante seus seis primeiros anos de escola. Participou de Visions of Europe (2004) e Everlasting Moments (Maria Larssons eviga ögonblick, 2008).